# Show Me Your Soul
Singles de Red Hot Chili Peppers
Taste the Pain
(1990) Give It Away
(1991)
Show Me Your Soul est un single des Red Hot Chili Peppers produit par Norwood Fisher (Fishbone) et sorti en 1990, il figure sur la bande originale du film Pretty Woman. En 1992, on le trouve également sur la compilation What Hits!?.